# Niceia (filha de Sangário)
Niceia, na mitologia grega, foi uma ninfa, filha de Sangário e de Cibele.
Sangário era o rei da região onde, anos mais tarde, seria fundada a cidade de Niceia. Sangário e Cibele tinham uma filha, Niceia, que queria permanecer virgem, e passava seu tempo caçando nas montanhas. Dionísio a desejou, mas foi rejeitado por ela, então ele fez um truque: trocou a água da fonte que ela bebia por vinho e a violentou após ela ter dormido pelo efeito do álcool.
Dionísio e Niceia tiveram vários filhos, dentre os quais Sátiro.